# Charles Jaeckle
Charles Jaeckle, auch Karl Jaeckle (* 26. April 1872 in Sierentz, Reichsland Elsaß-Lothringen; † 15. Februar 1923 in Basel), war ein elsässischer Bildhauer.

## Leben

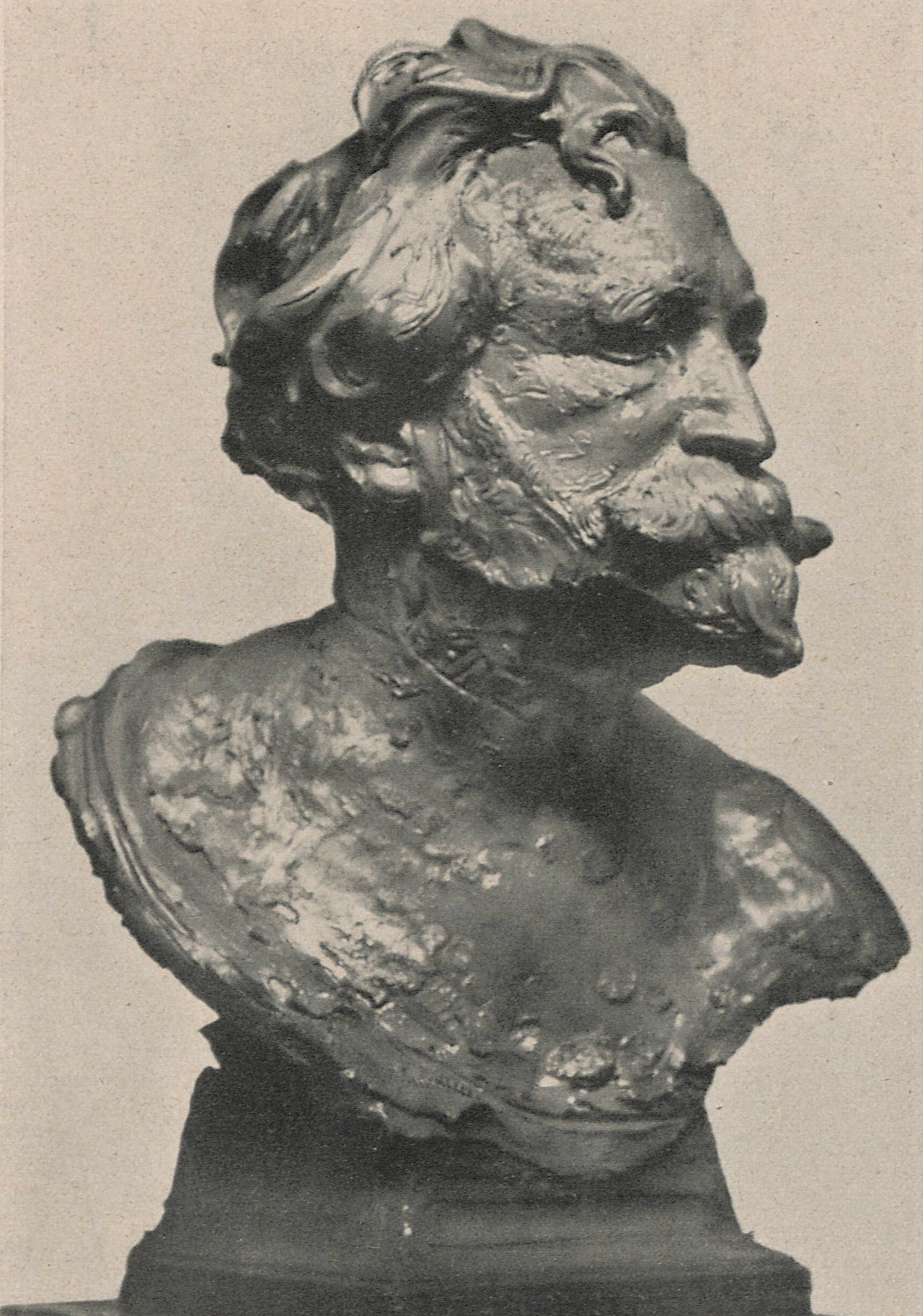
Büste des Dichters Paul Ernst

Jaeckle war Schüler der Königlichen Kunstgewerbeschule München, von Ferdinand von Miller und von Heinrich Waderé. Am 21. Oktober 1892 schrieb er sich an der Königlichen Akademie der Bildenden Künste München im Fach Bildhauerei ein. Dort studierte er bis 1899 bei Wilhelm von Rümann. 1912/1913 unterrichtete er das Fach Modellieren an der Damenakademie des Münchner Künstlerinnenvereins.
Von 1896 bis 1923 beteiligte Jaeckle sich an den Kunstausstellungen im Münchner Glaspalast. Außerdem beschickte er unter anderem die Großen Kunstausstellungen in Berlin (1903, 1904, 1911), Düsseldorf (1911) und  Dresden (1912), weiterhin Ausstellungen der Berliner Sezession (1905), Société des Artistes Français (1905, 1906, 1912) und die Biennale di Venezia (1909).
Hauptsächlich schuf Jaeckle Porträtplastiken in Marmor und Bronze. Stilistisch verfolgte er einen gemäßigten Naturalismus. Zu seinen Werken gehören Bildnisbüsten von Paul Herrmann, Ludwig Bock, Paul Ernst, Hubert Netzer, Benno Rüttenauer, Robert Vischer und Wilhelm Wohlgemuth. Unter Jaeckles Frauenbüsten, die einen starken seelischen Ausdruck aufweisen, sind zwei Porträts seiner Ehefrau. Er schuf auch die Figur eines schreitenden Knaben (Das Lied) und eine Statue von Nikolaus Thaddäus von Gönner (1912 bis 1916), die als zwölfte von dreizehn Rechtsgelehrten-Plastiken an der Außenfassade des Justizpalastes in Nürnberg angebracht ist.
Der mit Jaeckle befreundete Münchner Schriftsteller Benno Rüttenauer verglich ihn wegen seiner „mimosenhaften Natur“ mit dem Maler Hans Thoma.